# Костылевыдёргиватель
Костылевыдёргиватель — путевой инструмент для удаления костылей из деревянных шпал и брусьев. Применяется при ремонте и текущем содержании железнодорожного пути.

## Разновидности и принцип работы
Костылевыдёргиватель применяется при разборке старогодных звеньев, а также при смене негодных рельсов, шпал, переводных и мостовых брусьев, перешивке пути.
До конца 1950-х годов использовались ручные костылевыдёргиватели и пневматические костыледёры, перемещаемые на 4-колёсных тележках вручную. Костылевыдёргиватели имели бензиновые двигатели. Масса таких костылевыдёргивателей 45 килограмм.
В 1960-е годы началось применение электрогидравлических костылевыдёргивателей, которые представляют собой компактные агрегаты с электрическим приводом плунжерного насоса, нагнетающего рабочую жидкость в гидроцилиндр, связанный кинематически с клещевыми захватами. При возвратно-поступательном движении плунжера поршни гидроцилиндра вместе с корпусом перемещаются вверх, выдёргивая костыль, головка которого находится в клещевом захвате.

## Технические параметры
- мощность электродвигателя — 0,4 кВт
- масса — 24 кг
- время выдёргивания одного костыля — 5 секунд